# Ганьсу

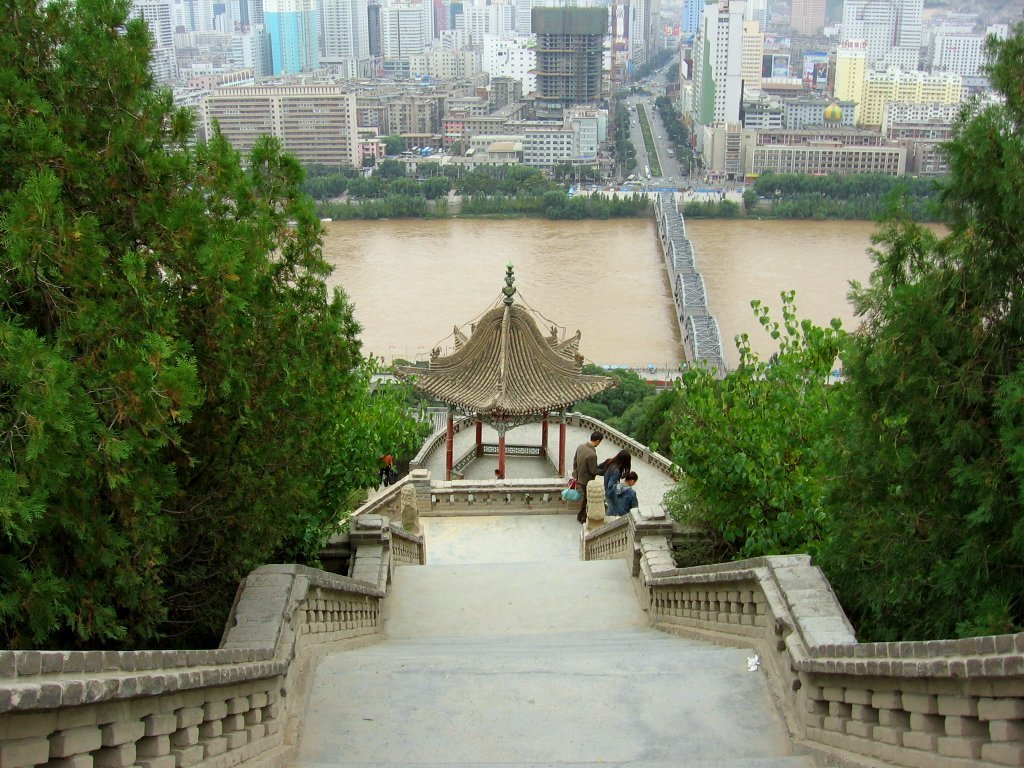
Річка Хуанхе в Ланьчжоу

Провінція Ганьсу́ (кит.: 甘肃省; піньінь Gānsù Shěng) — провінція на півночі центральної частини Китаю. Столиця і найбільше місто — Ланьчжоу. Населення 26,19 млн (22-е місце серед провінцій; дані за 2004 р.).

## Географія
Площа 454 400 км² (7-е місце).

## Адміністративний поділ
Провінція Ганьсу поділяється на 12 міських округів и 2 автономні округи.
| Карта                | №                  | Українська назва | Китайська назва         | Піньїнь |
| -------------------- | ------------------ | ---------------- | ----------------------- | ------- |
|                      | Міські округи      |                  |                         |         |
| 1                    | Цзюцюань           | 酒泉市           | Jiǔquán Shì             |         |
| 2                    | Цзяюйгуань         | 嘉峪关市         | Jiāyùguān Shì           |         |
| 3                    | Чжан'є             | 张掖市           | Zhāngyè Shì             |         |
| 4                    | Цзіньчан           | 金昌市           | Jīnchāng Shì            |         |
| 5                    | Увей               | 武威市           | Wǔwēi Shì               |         |
| 6                    | Байїнь             | 白银市           | Báiyín Shì              |         |
| 7                    | Ланьчжоу           | 兰州市           | Lánzhōu Shì             |         |
| 10                   | Дінсі              | 定西市           | Dìngxī Shì              |         |
| 11                   | Луннань            | 陇南市           | Lǒngnán Shì             |         |
| 12                   | Тяньшуй            | 天水市           | Tiānshuǐ Shì            |         |
| 13                   | Пінлян             | 平凉市           | Píngliàng Shì           |         |
| 14                   | Цін'ян             | 庆阳市           | Qìngyáng Shì            |         |
| Автономні префектури |                    |                  |                         |         |
| 8                    | Лінься-Хуейська    | 临夏回族自治州   | Línxià Huízú Zìzhìzhōu  |         |
| 9                    | Ганьнань-Тибетська | 甘南藏族自治州   | Gānnán Zāngzú Zìzhìzhōu |         |

## Історія
- Землетрус в Ганьсу 1920 року